# Ian Beattie
Ian Beattie, est un acteur irlandais né le 3 mars 1965.

## Filmographie

### Cinéma
- 1997 : Space Truckers : un patrouilleur
- 1999 : Stray Bullet : Pryke
- 2004 : Alexandre : Antigone le Borgne
- 2009 : L'incroyable course : Maurice Magee
- 2012 : Keith Lemon: The Film : animateur
- 2013 : A Belfast Story : Colum
- 2017 : Papillon de Michael Noer : Toussaint

### Télévision
- 1995 : The Hanging Gale : Brian Sweeney
- 1995 : Kidnapped (en) d'Ivan Passer : Ewan d'Appin
- 2006 : Killinaskully (en) : Père Bob Gilmartin
- 2007 : Closing the Ring : Seamus McCarty
- 2009 : Les Tudors : sergent
- 2010 : Mo : Michael Stone
- 2011–2015 : Game of Thrones : Meryn Trant
- 2012 : Brendan Smyth: Betrayal of Trust : Père Brendan Smyth
- 2014 : Line of Duty : Bob
- 2014 : 37 Days : Nicolas II de Russie
- 2014 : Blandings : Claude
- 2014 : Scúp : Kyle
- 2015 : Vikings : roi Brihtwulf
- 2017 : Doctor Who : Jackdaw